# 브렌트스펜스브리지

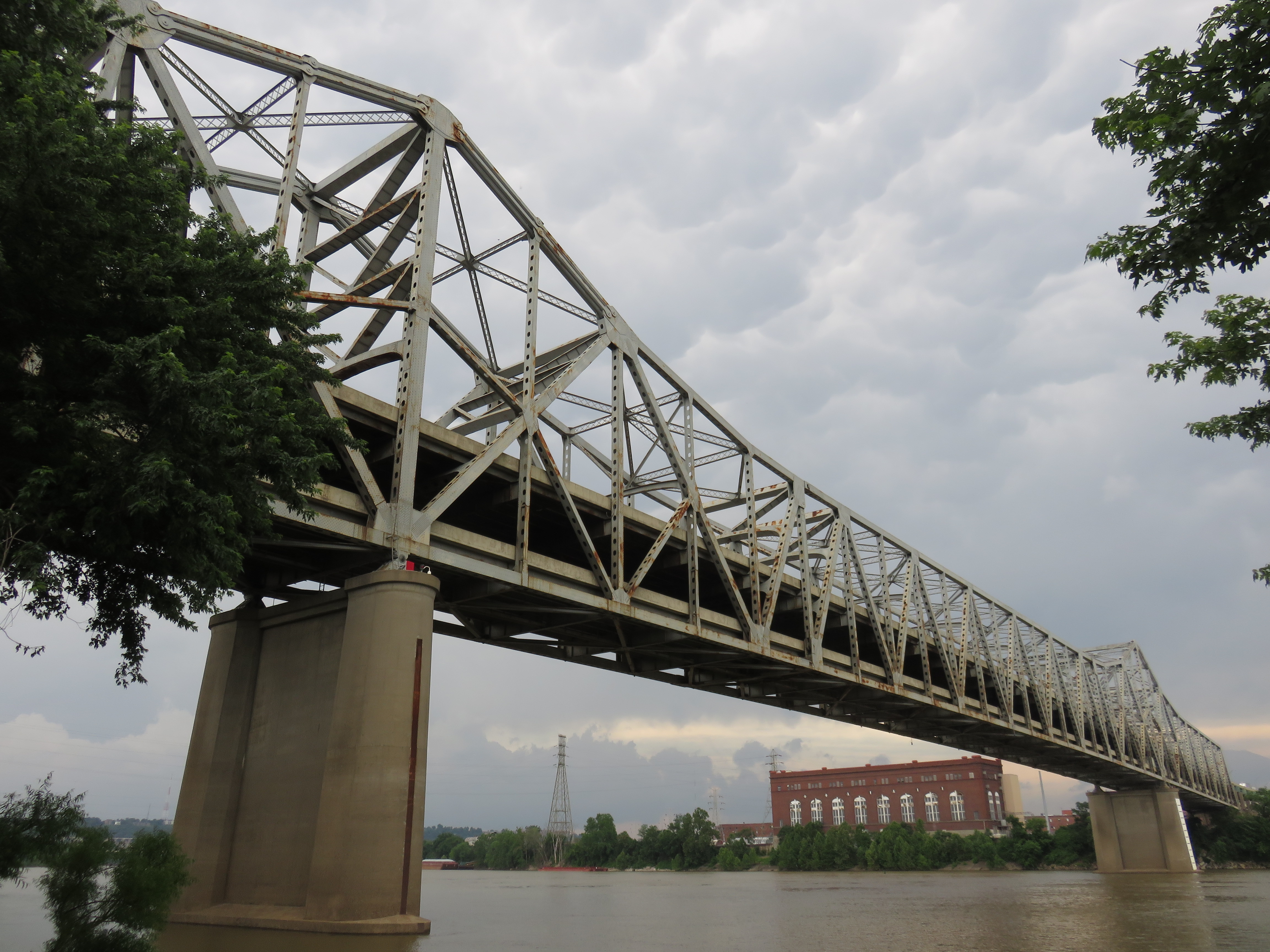

브렌트 스펜스 브리지(Brent Spence Bridge)는 주간고속도로 제71호선과 주간고속도로 제75호선을 수송하고 켄터키주 커빙턴과 오하이오주 신시내티 사이 오하이오강을 경유하는 트러스교이다.
이 교량의 이름은 미국 의회에 30년 이상 종사하고 1963년 1월 은퇴한 브렌트 스펜스의 정치인의 이름에서 비롯된 것이다.

## 문화
브렌트스펜스와 유사한 교량이 톨 프라자가 추가된 채로 니드 포 스피드: 모스트 원티드에 등장한다.